# Inerte
Inerte pode se referir a várias situações dependendo do contexto estudado. Pode ser um corpo que não sofre variação de velocidade ou uma substância que não reage.

## Física
Em Física, remete às duas primeiras leis de Newton. Nelas é definido como inerte aquilo sobre o qual age uma força resultante igual a zero; por consequência, sua aceleração é igual a zero. Se um corpo tem aceleração zero, significa que está parado ou que está em movimento uniforme.

## Biologia
Em Biologia diz respeito a algo que não reage químico-biologicamente e nem se deteriora, tal como o vidro.

## Química
Quimicamente é algo que não é quimicamente reativo, tal como os gases nobres, por exemplo.

## Outros
Resíduo inerte é aquele que não sofre transformações físicas, químicas ou biológicas de relevo, mantendo-se inalterados por um longo período de tempo.
Em construção civil e geotecnia são designados por «inertes» os agregados de construção civil.